# (5326) Vittoriosacco
(5326) Vittoriosacco est un astéroïde de la ceinture principale.

## Description
(5326) Vittoriosacco est un astéroïde de la ceinture principale. Il fut découvert le 8 septembre 1988 à La Silla par Henri Debehogne. Il présente une orbite caractérisée par un demi-grand axe de 2,54 UA, une excentricité de 0,12 et une inclinaison de 15,0° par rapport à l'écliptique.

## Compléments